# Rocklake
La ville de Rocklake est située dans le comté de Towner, dans l’État du Dakota du Nord, aux États-Unis. Sa population s’élevait à 101 habitants lors du recensement de 2010, estimée à 100 habitants en 2018.

## Démographie
| 1910 | 1920 | 1930 | 1940 | 1950 | 1960 |
| ---- | ---- | ---- | ---- | ---- | ---- |
| 194  | 238  | 279  | 348  | 385  | 350  |

| 1970 | 1980 | 1990 | 2000 | 2010 | - |
| ---- | ---- | ---- | ---- | ---- | - |
| 270  | 287  | 221  | 194  | 101  | - |

## Source
- (en) Cet article est partiellement ou en totalité issu de l’article de Wikipédia en anglais intitulé « Rocklake, North Dakota » (voir la liste des auteurs).

1. ↑  (en) « Population and Housing Unit Estimates » (consulté le 6 septembre 2019)
2. ↑  (en) Bureau du recensement des États-Unis, « Census of Population and Housing » (consulté le 7 septembre 2013)
3. ↑  (en) « Population Estimates », Bureau du recensement des États-Unis (consulté le 6 septembre 2019)
4. ↑  (en) « Statistiques des États-Unis - Dakota du nord - Profils des comtés de 2010 » (consulté en juin 2021)